# Charles Judd
Charles Hubbard Judd, född 20 februari 1873, död 18 juli 1946. var en amerikansk psykolog.
Efter olika läraruppdrag vid universiteten i New York, Cincinnati och Yale var Charles Judd professor i pedagogik vid universitetet i Chicago 1909–1938. Judd som särskilt ägnade sig åt fysiologiska studier och experimentell psykologi, uppställde bland annnat en "dynamogenetisk" lag om att alla upplevelser åtföljs av muskelrörelser. Judd utgav senare The psychology of secondary education (1927), Education as cultivation of the higher mental processes (1936) och Educational psychology (1939). En självbiografi publicerades i A history of psychology in autobiography, 2 (1932).